# Openglide
OpenGLide ist ein quelloffener Glide-Wrapper, der Glide-Befehle in OpenGL umwandelt. Er emuliert so eine 3dfx Voodoo Graphics Grafikkarte und ermöglicht das Spielen alter Windows-Glide-Spiele auch ohne 3dfx-Karte. Der Emulator besteht lediglich aus einer *.dll-Datei, die zur Anwendung nach Windows\System oder ins Spiele-Verzeichnis kopiert werden muss. Geschrieben wurde OpenGLide in C++ und die bisher letzte (finale) Freigabe erfolge im Jahr 2002, über SourceForge.
Außerdem ist es möglich, OpenGLide unter Wine zu verwenden.

## Belege
1. ↑  Home / OpenGLide - Sources (amerikanisches Englisch) – dort zudem auch (am 9.12.2002) mit „Final“